# Nele Lijnen
Nele Lijnen, née le 12 avril 1978 à Hasselt est une femme politique belge flamande, membre du OpenVLD, issue de Vivant.
Elle est graduée en gestion de communication et fut employée.

## Fonctions politiques
- 2006-2007 : sénatrice cooptée
- 2007-     : conseillère communale à Hechtel-Eksel
- 2007-2014 : sénatrice élue directe
- 2014-     : députée fédérale